# Виноградов, Павел Гаврилович
Па́вел Гаври́лович Виногра́дов (англ. Sir Paul Vinogradoff; 1854—1925) — русский историк-медиевист и правовед, ординарный профессор Императорского Московского университета.

## Биография
Дворянского происхождения — сын директора училищ Костромской губернии Гавриила Киприановича Виноградова (1810—1885). До 13 лет обучался на дому, затем поступил в четвёртый класс 4-й московской гимназии, которую окончил с золотой медалью (1871). Поступив в 1871 году на историко-филологический факультет Московского университета он с первого же курса начал посещать семинарий В. И. Герье. Окончил университетский курс кандидатом с золотой медалью за сочинение на заданную тему «Землевладение в эпоху Меровингов». Оставленный при университете со степенью кандидата для приготовления к профессорскому званию, он отправился в заграничную командировку, причём фактически за свой счёт — для издательства К. Т. Солдатёнкова он выполнил перевод «Истории цивилизации во Франции» Ф. Гизо. В Берлине он занимался у Теодора Моммзена и Генриха Бруннера, слушал лекции Леопольда фон Ранке. После возвращения из-за границы в 1876 году Виноградов стал преподавать на Высших женских курсах, а с 1877 года — в Московском университете, сторонним преподавателем. С апреля 1881 года, после защиты магистерской диссертации — доцент по кафедре всеобщей истории Московского университета; с 1884 года по 1889 год — экстраординарный профессор; с июня 1889 до февраля 1902 года — ординарный профессор. В 1887 году защитил в Московском университете докторскую диссертацию «Исследования по социальной истории Англии в средние века».
С 1887 года жил в доме священника Фёдора Мартыновича Ловцева в Большом Левшинском переулке (№ 4).
Член-корреспондент Императорской академии наук с 5 декабря 1892 года (действительный член — с 18 января 1914 года). В 1898 году он организовал и возглавил Педагогическое общество при Московском университете.
В 1897—1902 годах был гласным Московской городской думы; не состоял в политических партиях, хотя и симпатизировал октябристам и публиковался в их газете «Слово», после Первой русской революции поддерживал мирнообновленцев. После студенческих волнений и конфликта с министром просвещения Ванновским, в декабре 1901 года подал в отставку и уехал в Англию. Проводы Виноградова студентами стали общественным событием в жизни Москвы. «Приветствуем Вас как человека, — говорилось в одном из адресов студентов, поднесённым Виноградову на прощанье, — имеющего мужество ответить протестом на недостойное отношение правительства к университету. С Вашим уходом русский университет потеряет одного из своих видных представителей, студенчество — одного из своих лучших и светлых учителей».
С 22 декабря 1903 года П. Г. Виноградов — профессор кафедры сравнительного правоведения Оксфордского университета. Вернулся в Московский университет в 1908 году (сохраняя профессорскую должность в Оксфорде, каждый осенний семестр читал лекции и проводил семинары в Московском университете в качестве сверхштатного ординарного профессора всеобщей истории). В 1911 году в знак протеста против увольнения ряда профессоров навсегда покинул университет. Почётный член Московского университета (1916). В начале 1917 года удостоен звания рыцаря Англии (в дальнейшем — баронет и сэр). В 1918 году стал британским подданным.
Похоронен в Холивэлл (Оксфорд). Надпись на его могиле гласит: «Hospitae Britanniae gratus advena» — «Гостеприимной Британии благодарный пришелец».

## Научная сфера
П. Г. Виноградов уже в студенческие годы интересовался социальными проблемами истории; в центре его научных интересов находились проблемы происхождения и развития западноевропейского феодализма, правовая и социальная история Средневековья. Тема студенческого сочинения, которое было отмечено золотой медалью, а затем и магистерской диссертации «Происхождение феодальных отношений в Лангобардской Италии» (СПб., 1880) была специально предложена его учителем под интересы ученика.
Далеко от научных интересов самого учителя оказалась и докторская диссертация П. Г. Виноградова, посвящённая истории средневековой Англии — «Исследования по социальной истории Англии в средние века» (1887). В дальнейшем он продолжал исследования проблемы происхождения английского феодализма, истории английского манора: изучая его сложную хозяйственную структуру и взаимоотношения с деревенской общиной, он пришел к выводу, что «история аграрных отношений не может быть объяснена из первоначального рабства и помещичьей власти. На ней ясно отразилось постепенное вырождение свободы». По признанию английских историков, Виноградов открыл им их собственную историю.

## Семья
- Отец: Гавриил Киприанович (1810—1885), педагог и общественный деятель.
- Мать: Елена Павловна (урожд. Кобелева), дочь генерала П. Д. Кобелева (1793—1877).
- Жена: Луиза Станг.
- Дочь: Елена (1897—1974).
- Сын: Игорь (1901—1987), сотрудник Би-би-си.
- Сестра: Елизавета Гавриловна Соколова (1856-1940), директор 5-й женской гимназии в Москве, мать поэтессы Тэа Эс (Наталии Николаевны Соколовой)

## Основные работы
- Трактат Аристотеля о государстве Афинском. Научный обзор» (1894).
- Виноградов, П. Г. (1904). Учение сэра Генри Мэна. Научное слово (8): 59-75.
- Аристотель о восстановлении нарушенного права (1909).
- Римское право в средневековой Европе (1910).
- Виноградов П. Г. Происхождение феодальных отношений в Лангобардской Италии. — СПб.: Типография В. С. Балашева, 1880.
- Виноградов П. Г. Исследования по социальной истории Англии в средние века. — СПб., 1887. 259 с.
- Средневековое поместье в Англии. — СПб., 1911.
- Виноградов П. Г. Очерки по теории права. — М.: Товарищeство А. А. Левинсона, 1915.
- The Reconstruction of Russia: Russia as an Economic Organism (by N. Nordman), Russian Jews and the League of Nations (by S. Poliakoff-Litovtzeff), The Ukrainian Question (by I. V. Shklovsky); edited by Sir Paul Vinogradoff. London — New York: Oxford University Press, H. Milford, 1919. — 68 p.
- Некоторые работы (англ.)
- Виноградов П. Г. Россия на распутье. Историко-публицистические статьи. — М.: Издательский дом «Территория будущего», 2008. — 576 с. — (Университетская библиотека Александра Погорельского»). — ISBN 5-91129-006-5.
- Виноградов П.Г. Избранные труды / сост., автор вступ. ст. и коммент. А.В. Антощенко. М.: РОССПЭН, 2010. 632 с. ISBN 978-5-8243-1386-4